# Lago Budi
El lago Budi es un lago salado ubicado en el borde costero de la región de la Araucanía, entre las comunas de Saavedra y de Teodoro Schmidt, al sur de Chile. El lago desagua en forma intermitente en el océano Pacífico a través del río Budi que tiene alrededor de 12 km de longitud, un ancho de 300 m: 11  y desemboca solo 1 km al sur del río Imperial.
En el inventario BNA de cuencas de Chile, la cuenca del lago está representada por el ítem 092 con 497 km².
(El río Budi no debe ser confundido con el estero Budi que es un afluente del lago.)

## Ubicación y descripción
Está ubicada entre las cuencas del río Toltén y la del río Imperial
El lago drena una hoya limitada en el norte por el extremo sur de la cordillera de la Costa y en la parte sur por el cordón montañoso Catripulli. Está rodeado por suaves colinas y en su costa se forma una infinidad de pequeños brazos con bahías donde habitan numerosas especies de aves (alrededor de 134), entre las que destacan los cisnes de cuello negro (Cygnus melancoryphus).
Entre los afluentes figuran por el norte los esteros Llicosa, Pulol y Champillo, por el NE el Poguilcha, por el este el Curilebu y su mayor tributario, el Comoe (Comue, en el mapa). Por el sur le caen los esteros Allipén y Budi.: 458 
A lo largo de la historia el lago Budi se fue esculpiendo por constantes aumentos de mar y de las mareas; como consecuencia del terremoto de Valdivia de 1960, amplias zonas de baja altitud que eran usadas para la agricultura cercanas a la isla Huapi (que no es propiamente una isla, sino el frente de tierra que separa al lago del mar) se vieron inundadas y desde entonces se encuentran a 3 metros de profundidad. Al mismo tiempo, cambió la desembocadura del río Imperial a 5 kilómetros de la del río Budi.

## Hidrología
La hoya tiene un área de 497 km² y un régimen estrictamente pluvial.: 457–458  Las precipitaciones alcanzan anualmente entre 1.500 y 3.000 mm: 8  que son conducidos al lago por sus afluentes Comúe, Bolleco, Maiteco, Allipén, Matalhue, Budi Chico y otros.
Según un informe de la DGA, en la desembocadura del lago en el mar a través del río Budi se asienta una barra de sedimentos debido a la acción de la marea. Esta barra permanece cerrada durante gran parte del año y es removida artificialmente para permitir la descarga del lago y evitar inundaciones. Esta apertura e intercambio entre el mar y el lago altera la calidad del agua debido a una corriente de densidad generando una fuerte estratificación por salinidad en el lago impidiendo el paso de oxígeno a capas más profundas.: 59 

## Historia

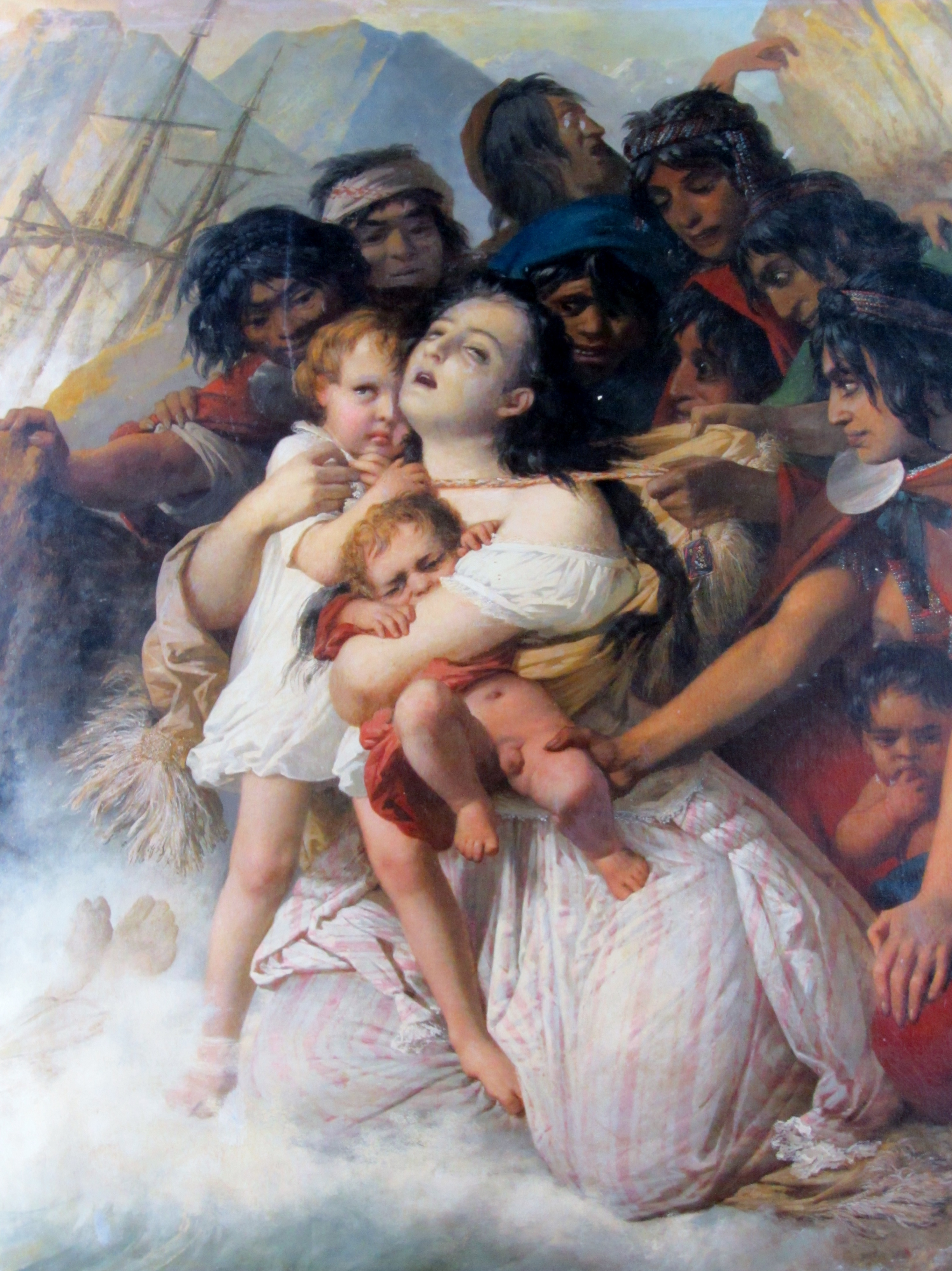
Pintura de Raymond Monvoisin que muestra a Elisa Bravo Jaramillo, quien se consideraba que había sobrevivido el naufragio y luego había sido raptada por los mapuches.

Desde los tiempos precolombinos —cuando era conocido como Füzi, que en mapudungún significa sal o perdiz— era vital como vía de comunicación de los mapuches entre su islas al interior del lago. Rodeado de asentamientos indígenas, es aprovechado para la pesca artesanal y la agricultura de secano de la zona. También posee un gran atractivo turístico, que se aprovecha económicamente.
En junio de 1849 se hundió frente a sus costas el bergantín de la Armada de Chile Joven Daniel que había participado en la guerra contra la Confederación Perú-Boliviana.
Francisco Solano Asta-Buruaga y Cienfuegos lo llama Colem y lo describe en su Diccionario Geográfico de la República de Chile:
Colem.-—Laguna de la parte maritima del departamento de Imperial. Yace contigua á la playa del Pacífico y como á nueve kilómetros hacia el SE. de la boca del río Imperial; quedando su centro por los 38° 52' Lat. y 73° 20' Lon., y extendiéndose del SE., por donde se arrima á los cerros de Puancho, hasta el NO., cerca de aquella playa, por unos seis kilómetros, con unos seis de ancho de E. á O.; desagua al extremo del noroeste, formando el riachuelo de Vudi, cuyo nombre también toma. De esta pintoresca laguna, rodeada de vegas fértiles, dice el P. Rosales, que la visitó en 1652, es «célebre por los indios que la cercan y por las islas, donde se recogen los enemigos para defenderse de los asaltos de los españoles. Pica el agua en salobre por alcanzarla las resacas del mar, y hace muchas islas capaces para habitar algunas familias y sembrar en ellas . . .» De las alturas de sus contornos caen á esta laguna varios arroyos que la alimentan. El nombre se compone de co y del apócope de lemu, significando agua de bosque.
Luis Risopatrón lo describe en su Diccionario Jeográfico de Chile de 1924:
Budi (Laguna del) 38° 52' 73° 16'. Tiene unos 15 km² de superficie, aguas un poco salobres por alcanzarla las mareas del Océano i con islas habitadas i cultivadas por familias indíjenas; es alimentada por varios arroyos, está rodeada de fértiles vegas i se encuentra separada del mar por bajos montículos de arena, al que desagua en su parte N, por el rio del mismo nombre. 61, XXXV, p. 7; 62, I, p. 74; 63, p. 454; 156; i 166; Colem en 155, p. 158; i de Coleven en 66, p. 266.

## Población, economía y ecología
Puerto Domínguez, localidad en el litoral sureste del lago, se encuentra a 33 km por carretera (S-422 y S-46) de Puerto Saavedra, capital de la comuna; también se puede llegar por transbordador (2-3 recorridos diarios) desde el embarcadero Santa María.
Recientemente, las culturas lafquenches de la zona han desarrollado la industria turística con subsidios estatales y mejoras en los equipamientos educacionales y sanitarios de la zona; también ha mejorado la conectividad terrestre con Saavedra y marítima con Puerto Domínguez y sus islas adyacentes.

### Estado trófico
La eutrofización es el envejecimiento natural de cuerpos lacustres (lagos, lagunas, embalses, pantanos, humedales, etc.) como resultado de la acumulación gradual de nutrientes, un incremento de la productividad biológica y la acumulación paulatina de sedimentos provenientes de su cuenca de drenaje.: 4  Su avance es dependiente del flujo de nutrientes, de las dimensiones y forma del cuerpo lacustre y del tiempo de permanencia del agua en el mismo.: 24  En estado natural la eutrofización es lenta (a escala de milenios), pero por causas relacionadas con el mal uso del suelo, el incremento de la erosión y por la descarga de aguas servidas domésticas entre otras, puede verse acelerado a escala temporal de décadas o menos.: 4  Los elementos más característicos del estado trófico son fósforo, nitrógeno, DBO5 y clorofila y la propiedad turbiedad.
Existen diferentes criterios de clasificación trófica que caracterizan la concentración de esos elementos (de menor a mayor concentración) como: ultraoligotrófico, oligotrófico, mesotrófico, eutrófico, hipereutrófico. Ese es el estado trófico del elemento en el cuerpo de agua. Los estados hipereutrófico y eutrófico son estados no deseados en el ecosistema, debido a que los bienes y servicios que nos brinda el agua (bebida, recreación, higiene, entre otros) son más compatibles con lagos de características ultraoligotróficas, oligotróficas o mesotróficas.: 14 
El lago Budi ha sido caracterizado como eutrófico.: 21 